# Nenad Lucic

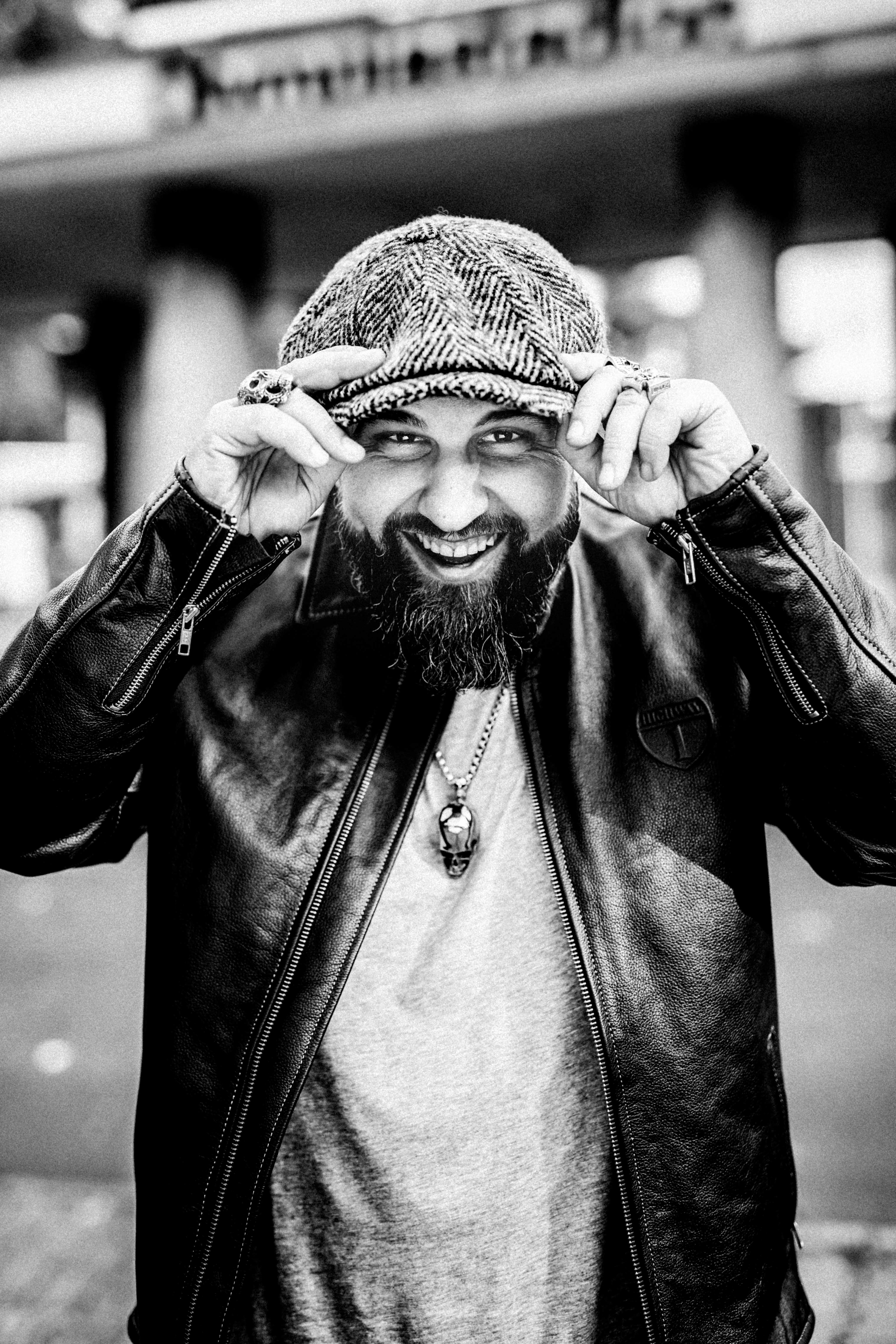
Nenad Lucic

Nenad Lucic (* 24. September 1974 in Lörrach) ist ein deutscher Schauspieler.

## Leben
Nenad Lucic kam als Kind im Alter von vier Jahren nach Berlin. Er wuchs in Neukölln auf und zog im Alter von zehn Jahren nach Schöneberg. Er ist gelernter Koch.
Seinen Schauspielunterricht erhielt er von 2008 bis 2011 an der Actorfactory Berlin sowie anschließend bei der Coaching Company Berlin, wo er 2012 das mehrmonatige Camera Acting-Seminar bei Norbert Ghafouri absolvierte. Seine Stimmausbildung (Sprecherziehung, Stimmbildung) erhielt er bei Bernd Nerlich in Potsdam sowie bei Katharina Felice und Alban Michael Keller in Berlin.
Nenad Lucic arbeitet seit 2012 für die Stiftung Deutschland rundet auf, die bundesweit soziale Projekte fördert, als Werbeträger. Außerdem wirkte Lucic für die Jugendschutzstelle Regensburg, die aktiv bei der Bewältigung von Problemen bei den Themen Sekten, Drogen, Alkohol, Gewalt und Medien hilft, in einem Werbespot mit.
Lucic ist Mitglied im Bundesverband Schauspiel (BFFS).

## Filmografie (Auswahl)
- 2009: Das total verrückte Wochenende (Fernsehfilm)
- 2009: Ein russischer Sommer
- 2010: Kurier (Kurzfilm)
- 2010: Rammbock
- 2010: Allein gegen die Zeit (Fernsehserie)
- 2010: Callgirl Undercover (Fernsehfilm)
- 2011: Frontalwatte
- 2012: Lady Europa
- 2012: Hunde wie wir (Kurzfilm)
- 2013: Doppelte Indemnität (Kurzfilm)
- 2013: Heiter bis tödlich: Hauptstadtrevier (TV-Serie)
- 2016: Your English is Good (Kurzfilm)
- 2016: Erwartungen
- 2017: Sesamstraße präsentiert: Die Zeitmaschine
- 2018: Tanken – mehr als Super (Sitcom)
- 2023: Das Quartett: Tödliche Lieferung

## Theater
- 2010: Der Gott des Gemetzels (Boom Berlin, Auszüge)
- 2010: Peer Gynt (TIK Berlin)